# Varaize
Varaize est une commune du Sud-Ouest de la France située dans le département de la Charente-Maritime, en région Nouvelle-Aquitaine.
Ses habitants sont appelés les  Varaiziens  et les  Varaiziennes.

## Géographie

### Hameaux et lieux-dits
Plusieurs hameaux font partie de la commune : Galanchat, Courpeteau, Bois Racot, la Richardière, Bois Bourru, le Petit Cabaret, les Tartres, le Puy au Clerc, les Borderies, Grand Champ, les Doutres et Moulin Neuf.

### Communes limitrophes
| Poursay-Garnaud         | Les Églises-d'Argenteuil |                          |
| Saint-Julien-de-l'Escap | Varaize                  | Saint-Pierre-de-Juillers |
| Fontenet, Sainte-Même   | Aumagne                  | La Brousse               |

### Hydrographie
Varaize est située dans la vallée de la Nie, un ruisseau affluent de la Boutonne.

## Urbanisme

### Typologie
Au 1er janvier 2024, Varaize est catégorisée commune rurale à habitat dispersé, selon la nouvelle grille communale de densité à 7 niveaux définie par l'Insee en 2022.
Elle est située hors unité urbaine. Par ailleurs la commune fait partie de l'aire d'attraction de Saint-Jean-d'Angély, dont elle est une commune de la couronne,. Cette aire, qui regroupe 37 communes, est catégorisée dans les aires de moins de 50 000 habitants,.

### Occupation des sols
L'occupation des sols de la commune, telle qu'elle ressort de la base de données européenne d’occupation biophysique des sols Corine Land Cover (CLC), est marquée par l'importance des territoires agricoles (81,6 % en 2018), une proportion identique à celle de 1990 (81,6 %). La répartition détaillée en 2018 est la suivante : 
terres arables (73,7 %), forêts (16,1 %), prairies (3,3 %), zones agricoles hétérogènes (2,7 %), zones urbanisées (2,2 %), cultures permanentes (1,9 %). L'évolution de l’occupation des sols de la commune et de ses infrastructures peut être observée sur les différentes représentations cartographiques du territoire : la carte de Cassini (XVIIIe siècle), la carte d'état-major (1820-1866) et les cartes ou photos aériennes de l'IGN pour la période actuelle (1950 à aujourd'hui).

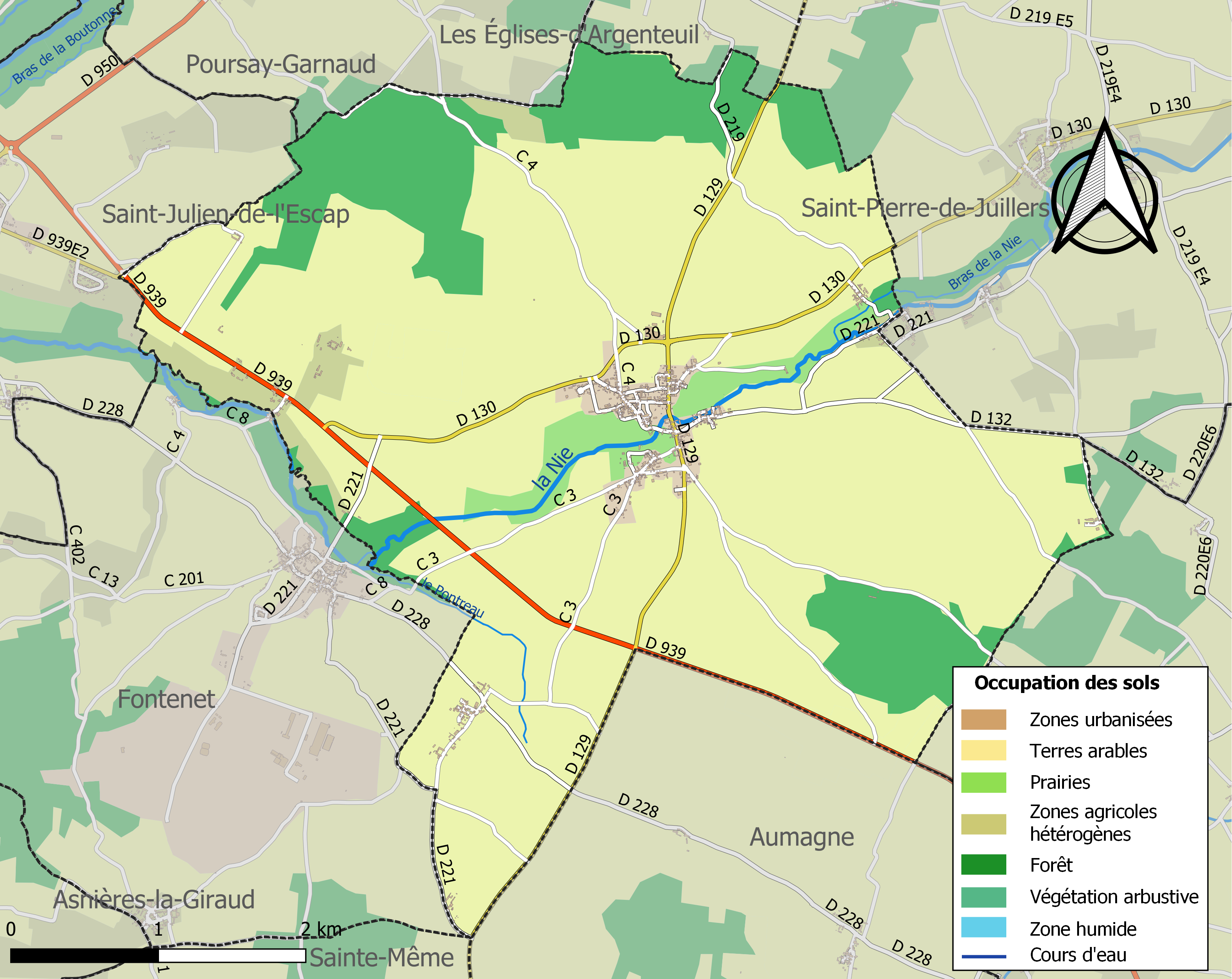
Carte des infrastructures et de l'occupation des sols de la commune en 2018 (CLC).

### Risques majeurs
Le territoire de la commune de Varaize est vulnérable à différents aléas naturels : météorologiques (tempête, orage, neige, grand froid, canicule ou sécheresse), inondations et séisme (sismicité modérée). Il est également exposé à un risque technologique,  le transport de matières dangereuses. Un site publié par le BRGM permet d'évaluer simplement et rapidement les risques d'un bien localisé soit par son adresse soit par le numéro de sa parcelle.

#### Risques naturels
Certaines parties du territoire communal sont susceptibles d’être affectées par le risque d’inondation par débordement de cours d'eau, notamment la Nie. La commune a été reconnue en état de catastrophe naturelle au titre des dommages causés par les inondations et coulées de boue survenues en 1982, 1993, 1999, 2000 et 2010,.
Par ailleurs, afin de mieux appréhender le risque d’affaissement de terrain, l'inventaire national des cavités souterraines permet de localiser celles situées sur la commune.
Concernant les mouvements de terrains, la commune a été reconnue en état de catastrophe naturelle au titre des dommages causés par des mouvements de terrain en 1999 et 2010.

#### Risques technologiques
Le risque de transport de matières dangereuses sur la commune est lié à sa traversée par une ou des infrastructures routières ou ferroviaires importantes ou la présence d'une canalisation de transport d'hydrocarbures. Un accident se produisant sur de telles infrastructures est susceptible d’avoir des effets graves sur les biens, les personnes ou l'environnement, selon la nature du matériau transporté. Des dispositions d’urbanisme peuvent être préconisées en conséquence.

## Histoire
Dans les environs du village se retrouvent des fragments d'une chaussée qui pourrait être une ancienne voie romaine. Il existe également des traces d'un ancien bâtiment qui aurait pu être un ancien fanal.
Ancienne chatellenie, Varaize abritait un château dont il ne reste que quelques ruines.
L'église Saint-germain a été construite au IXe siècle.
Le village a été le lieu d'une bataille en 1585 entre les troupes royalistes du duc de Mayenne et les calvinistes défendant Saint-Jean-d'Angély.
Meurtre de mon ancêtre originaire de Varaize :
Ref : Histoire Passion Saintonge Aunis Angoumois
par André Cartin (descendant par sa mère Yvette Demelle)
MEURTRE du Maire de Varaize et de six autres individus, les 22 et 23 octobre 1790. 
Deux perturbateurs, Laplanche et Labru, en passant par Varaize, insinuent aux paysans que les nouvelles lois leur ordonnent de ne plus payer les terrages et autres droits féodaux. Les juges de Saint-Jean-d’Angely lancent une prise de corps contre Laplanche.
Des femmes, armées de fourches et de bâtons, s’avancent pour délivrer cet honnête homme qui leur donnait de si bons conseils, selon les expressions de la multitude révoltée ; on jette du sable dans les yeux des chasseurs. Un coup de fusil tiré par un paysan sur eux, les excite à la vengeance. Une balle atteint l’agresseur ; il est mort. Les femmes redoublent de fureur. Une voix ordonne de faire feu. Trois d’entre elles tombent mortes, et deux hommes sont blessés.
 À la vue des cadavres, les habitants de Varaize sonnent le tocsin, et se répandent dans les campagnes voisines, en criant : Point de Directoire ! point de District ! tout cela achève de ruiner le pays. Leur ressenti¬ment est dirigé principalement sur leur Maire, nommé Latierce. Cependant il était connu par trente ans de probité. On l’arrête ; on l’attache un moment sur les cadavres ; puis on le traîne vers un moulin, dans l’intention de le pendre à une des ailes ; un motif sanguinaire suspendit l’exécution, afin d’en faire partager le spectacle à l’une des paroisses voisines ; 
le fils de Latierce échappe par un bonheur inoui. On voulait l’associer aux tourmens de son père. L’infortuné demande comme une grâce la mort qu’on lui refuse, pour épuiser auparavant ses forces par une torture continuelle. Il passe la nuit dans les plus douloureuses angoisses. Le lendemain on le mène à Saint-Jean-d’Angely, pour aggraver son supplice. Près de deux mille paysans des paroisses de Varaize, d’Ajeac, Fontenet, Aumagne, Argenteuil-les-Églises, Saint-Julien de l’escap, Vilpouse, Lepin, etc., s’avancent tumultueusement le 22 octobre, avec leur proie enchaînée. Les chasseurs bretons sont consignés dans leurs casernes. Ces deux mille forcenés demandent l’élargissement de Laplanche ; on le leur accorde, sous la condition de mettre en liberté le Maire de Varaize ; l’échange est accepté. Mais à peine Laplanche leur est-il rendu, qu’ils se préparent à massacrer Latierce. Ils firent expirer leur victime dans une longue et cruelle agonie ; et le cadavre resta un jour entier exposé à la curiosité barbare.
Les lois, dès le surlendemain, reprirent leur empire, et ce meurtre atroce fut poursuivi en vertu d’un long décret rendu après avoir entendu le comité des rapports.
L’Assemblée nationale décrète qu’elle prend sous sa protection immédiate la femme et les enfants de M. Pierre Nicolas Joseph Latierce, maire de Varaize, qui a sacrifié sa vie à ses devoirs, et que, sur le compte qui sera rendu à l’Assemblée par le département de la Charente-Inférieure, il sera pourvu, s’il est nécessaire, à la subsistance et aux besoins de la famille de ce généreux citoyen.

## Administration

### Liste des maires
| Période                                  | Période  | Identité       | Étiquette | Qualité     |
| ---------------------------------------- | -------- | -------------- | --------- | ----------- |
| Les données manquantes sont à compléter. |          |                |           |             |
| 1971                                     | 1989     | Paul Micheneau |           |             |
| 2001                                     | 2008     | Bruno Ericourt |           |             |
| 2014                                     | En cours | Alain Bertin   |           | Agriculteur |

## Démographie

### Évolution démographique
L'évolution du nombre d'habitants est connue à travers les recensements de la population effectués dans la commune depuis 1793. Pour les communes de moins de 10 000 habitants, une enquête de recensement portant sur toute la population est réalisée tous les cinq ans, les populations de référence des années intermédiaires étant quant à elles estimées par interpolation ou extrapolation. Pour la commune, le premier recensement exhaustif entrant dans le cadre du nouveau dispositif a été réalisé en 2008.

En 2022, la commune comptait 545 habitants, en évolution de −2,5 % par rapport à 2016 (Charente-Maritime : +4,04 %, France hors Mayotte : +2,11 %).
| 1793 | 1800 | 1806 | 1821 | 1831 | 1836 | 1841 | 1846 | 1851  |
| ---- | ---- | ---- | ---- | ---- | ---- | ---- | ---- | ----- |
| 627  | 721  | 787  | 927  | 950  | 990  | 949  | 962  | 1 039 |

| 1856  | 1861  | 1866 | 1872 | 1876 | 1881 | 1886 | 1891 | 1896 |
| ----- | ----- | ---- | ---- | ---- | ---- | ---- | ---- | ---- |
| 1 037 | 1 062 | 996  | 976  | 905  | 858  | 868  | 802  | 761  |

| 1901 | 1906 | 1911 | 1921 | 1926 | 1931 | 1936 | 1946 | 1954 |
| ---- | ---- | ---- | ---- | ---- | ---- | ---- | ---- | ---- |
| 668  | 682  | 692  | 618  | 602  | 611  | 565  | 628  | 719  |

| 1962 | 1968 | 1975 | 1982 | 1990 | 1999 | 2006 | 2008 | 2013 |
| ---- | ---- | ---- | ---- | ---- | ---- | ---- | ---- | ---- |
| 733  | 770  | 646  | 644  | 594  | 563  | 578  | 582  | 557  |

| 2018 | 2022 | - | - | - | - | - | - | - |
| ---- | ---- | - | - | - | - | - | - | - |
| 560  | 545  | - | - | - | - | - | - | - |

## Culture locale et patrimoine

### Lieux et monuments

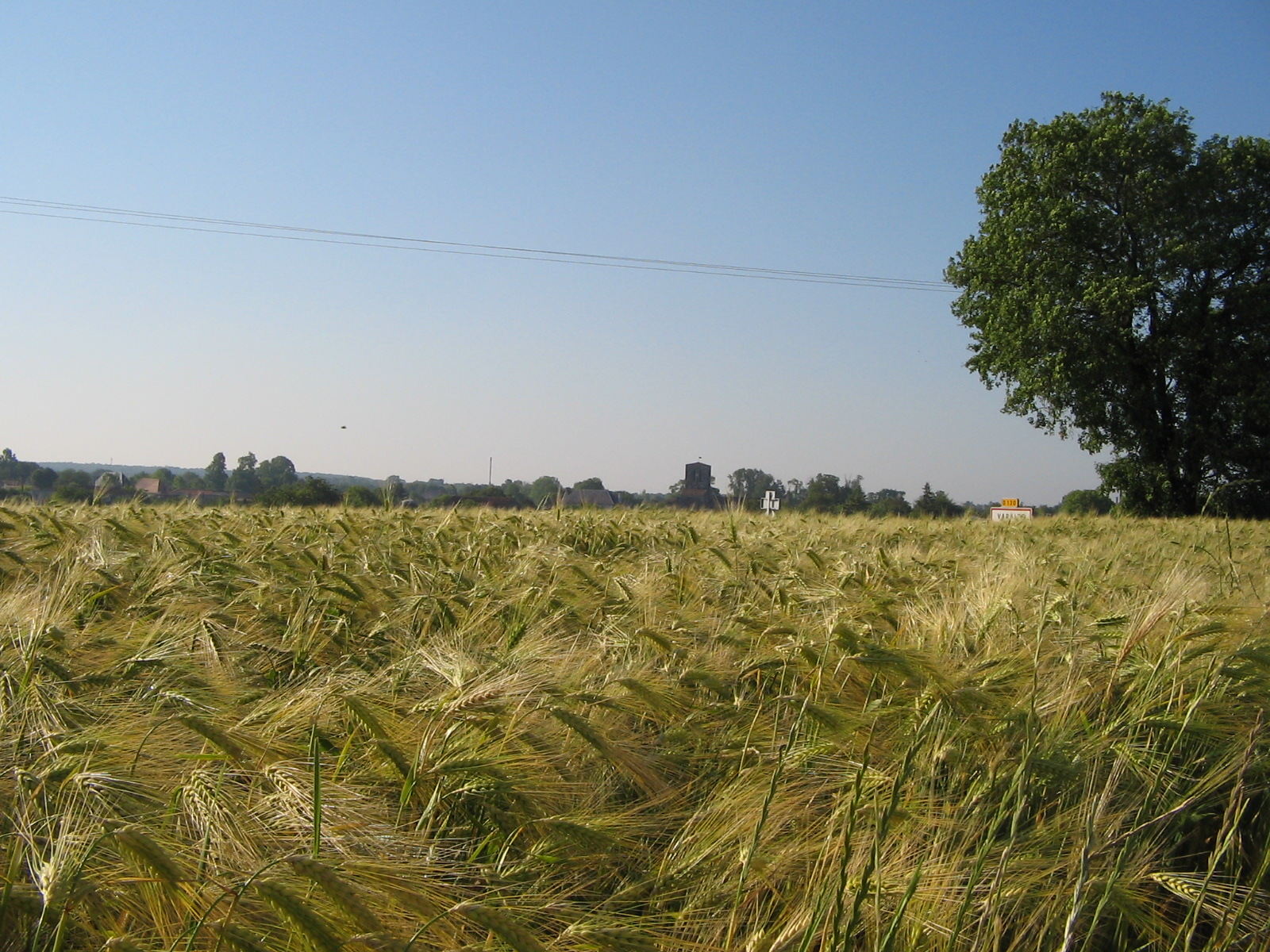
Des céréales à Varaize, juin 2010.

- Église Saint-Germain de Varaize.

### Personnalités liées à la commune
Morts pour la France de Varaize

## Pour approfondir